# Зона Југ у фудбалу
Зона Југ је једна од укупно дванаест зонских лига у фудбалу. Зонске лиге су четврти ниво лигашких фудбалских такмичења у Србији. Лига је формирана 2014. године, приликом реорганизације такмичења четвртог ранга на територији Фудбласког савеза региона Источне Србије. Тада су уместо дотадашњих Нишке и Поморавско-Тимочке настале три нове зоне — Запад, Исток и Југ. Виши степен такмичења је Српска лига Исток, а нижи су окружне лиге — Јабланичка, Топличка, Пчињска, Косовска, Косовскопоморавска. Првак лиге иде директно у Српску лигу Исток.

## Победници свих првенстава
| Сезона   | Бр. клуб. | Првак                | Бодови | Вицепрвак                  | Бодови |
| 2014/15. | 16        | Јединство, Бошњаце   | 65     | Балкански, Димитровград    | 58     |
| 2015/16. | 15        | Власина, Власотинце  | 61     | Врањска Бања, Врањска Бања | 60     |
| 2016/17. | 16        | Будућност, Поповац   | 70     | Пчиња, Трговиште           | 58     |
| 2017/18. | 16        | Дубочица, Лесковац   | 64     | Балкански, Димитровград    | 54     |
| 2018/19. | 16        | Власина, Власотинце  | 73     | Пчиња, Трговиште           | 65     |
| 2019/20. | 17        | Пчиња, Трговиште     | 51     | Врањска Бања, Врањска Бања | 41     |
| 2020/21. | 15        | Слога, Лесковац      | 63     | Алакинце, Алакинце         | 51     |
| 2021/22. | 14        | Топличанин, Прокупље | 56     | Житорађа, Житорађа         | 52     |
| 2022/23. | 15        | Житорађа, Житорађа   | 59     | Слога, Лесковац            | 55     |
| 2023/24. | 18        | Динамо Југ, Врање    | 79     | Јединство, Бошњаце         | 71     |

## Клубови у сезони 2023/24.
| Клуб           | Место         |
| -------------- | ------------- |
| Динамо Југ     | Врање         |
| Грацко         | Старо Грацко  |
| Грачаница      | Грачаница     |
| Јабланица      | Медвеђа       |
| Јастребац      | Блаце         |
| Јединство      | Бошњаце       |
| Јединство      | Горње Стопање |
| Косаница       | Куршумлија    |
| Минералац      | Врањска Бања  |
| Младост 1959   | Винарце       |
| Морава         | Владичин Хан  |
| Небески Анђели | Врање         |
| Плантажа       | Доње Стопање  |
| Пуста Река     | Бојник        |
| Радан          | Лебане        |
| Слога          | Лесковац      |
| Светлост       | Бадњевац      |
| Топличанин     | Прокупље      |